# Afshin Firouzi
Afshin Firouzi (født 22. september 1980) er en iranskfødt dansk skuespiller, producer og socialkonsulent. Han kom til Danmark i 1983 efter at have flygtet med sin familie fra Iran.

## Karriere
Afshin Firouzi arbejdede i 20 år som socialarbejder, inden han som 36-årig begyndte i skuespillerfaget med først nogle statistroller og siden som medvirkende i forskellige kortfilm. Han blev kendt af et større publikum som fødselslægen Milad i TV 2's dramaserie Dag & nat i 2022, der også indbragte ham en nominering til en Robert i kategorien "årets mandlige birolle – tv-serie". Siden har han blandt andet spillet Assad i Afdeling Q - Den grænseløse (2024), som for alvor blev hans gennembrud, og hovedrollen som Cairo i Hele vejen (2025). Han trænede med tunge vægte flere gange og sørgede for at spise meget for at komme til at se tilpas tung og lidt grov og slidt for at passe til denne rolle.

## Udvalgt filmografi
- Underverden (2017) – Doktor
- Hacker (2019) – Patriot
- Krudttønden (2020) - MR
- Dag & nat (2022) - Milad
- Afdeling Q - Den grænseløse (2024) - Assad
- Hele vejen (2025) - Cairo